# Seznam fotbalových klubů v Praze
Toto je seznam fotbalových klubů v Praze.
| Klub                       | Sezóna 2022/2023        | Sezóna 2021/2022        | Sezóna 2020/2021        | Sezóna 2011/2012        | Sezóna 2010/2011        | Sezóna 2009/2010        | Sezóna 2008/2009        | Sezóna 2007/2008        |
| -------------------------- | ----------------------- | ----------------------- | ----------------------- | ----------------------- | ----------------------- | ----------------------- | ----------------------- | ----------------------- |
| SK Slavia Praha            | 1. česká fotbalová liga | 1. česká fotbalová liga | 1. česká fotbalová liga | 1. česká fotbalová liga | 1. česká fotbalová liga | 1. česká fotbalová liga | 1. česká fotbalová liga | 1. česká fotbalová liga |
| AC Sparta Praha            | 1. česká fotbalová liga | 1. česká fotbalová liga | 1. česká fotbalová liga | 1. česká fotbalová liga | 1. česká fotbalová liga | 1. česká fotbalová liga | 1. česká fotbalová liga | 1. česká fotbalová liga |
| Bohemians 1905             | 1. česká fotbalová liga | 1. česká fotbalová liga | 1. česká fotbalová liga | 1. česká fotbalová liga | 1. česká fotbalová liga | 2. česká fotbalová liga | 1. česká fotbalová liga | 1. česká fotbalová liga |
| FK Dukla Praha             | 2. česká fotbalová liga | 2. česká fotbalová liga | 2. česká fotbalová liga | 2. česká fotbalová liga | 2. česká fotbalová liga | 2. česká fotbalová liga | 2. česká fotbalová liga | 2. česká fotbalová liga |
| AC Sparta Praha B          | 2. česká fotbalová liga | 2. česká fotbalová liga | ČFL                     | 2. česká fotbalová liga | 2. česká fotbalová liga | 2. česká fotbalová liga | 2. česká fotbalová liga | ČFL                     |
| SK Slavia Praha B          | 2. česká fotbalová liga | ČFL                     | ČFL                     | ČFL                     | ČFL                     | ČFL                     | ČFL                     | ČFL                     |
| FK Viktoria Žižkov         | ČFL                     | 2. česká fotbalová liga | 2. česká fotbalová liga | 2. česká fotbalová liga | 2. česká fotbalová liga | 1. česká fotbalová liga | 1. česká fotbalová liga | 1. česká fotbalová liga |
| FK Loko Vltavín            | ČFL                     | ČFL                     | ČFL                     | ČFL                     | ČFL                     | ČFL                     | Divize A                | Divize B                |
| Bohemians 1905 B           | ČFL                     | ČFL                     | ČFL                     | Divize A                | Divize A                | Divize A                | Divize C                | Divize B                |
| Dukla Praha „B“            | ČFL                     | ČFL                     | ČFL                     | Pražský přebor          | Divize A                |                         |                         |                         |
| SK Motorlet Praha          | ČFL                     | ČFL                     | ČFL                     | Divize B                | Divize A                | ČFL                     | Divize A                | Divize A                |
| Admira Praha               | ČFL                     | ČFL                     | ČFL                     | Divize C                | Divize B                | Divize B                | Divize A                | Divize A                |
| FK Meteor Praha VIII       | Divize B                | Divize B                | Divize B                | Divize B                | Divize B                | Divize A                | Divize A                | Pražský přebor          |
| SK Aritma Praha            | Divize A                | Divize B                | Divize B                | Pražský přebor          | Pražský přebor          | Pražský přebor          | Pražský přebor          | Pražský přebor          |
| SK Újezd Praha 4           | Divize B                | Pražský přebor          | Pražský přebor          | Pražská I. B třída      | Pražská I. B třída      | Pražská II. třída       | Pražská I. B třída      | Pražská I. B třída      |
| Admira Praha B             | Divize B                | Pražský přebor          | Pražský přebor          | Pražská I. A třída      | Pražská I. B třída      | Pražská I. B třída      |                         |                         |
| Viktoria Žižkov B          | Pražský přebor          | Pražský přebor          | Pražský přebor          | ČFL                     | ČFL                     | ČFL                     | ČFL                     | Divize B                |
| FK Slavoj Vyšehrad         | Pražský přebor          | vyloučen z ČFL          | 2. česká fotbalová liga | Divize B                | Divize B                | ČFL                     | ČFL                     | ČFL                     |
| FC Přední Kopanina         | Pražský přebor          | Pražský přebor          | Pražský přebor          | Divize B                | Divize B                | Divize B                | Pražský přebor          | Pražský přebor          |
| FC Zličín                  | Pražský přebor          | Pražský přebor          | Pražský přebor          | Pražský přebor          | Divize A                | Pražský přebor          | Pražský přebor          | Pražský přebor          |
| SC Olympia Radotín         | Pražský přebor          | Pražský přebor          | Pražský přebor          | Pražský přebor          | Pražský přebor          | Pražský přebor          | Pražský přebor          | Pražský přebor          |
| SK Motorlet Praha B        | Pražský přebor          | Pražský přebor          | Pražský přebor          | Pražský přebor          | Pražský přebor          | Pražský přebor          | Pražský přebor          | Pražský přebor          |
| Sokol Královice            | Pražský přebor          | Pražský přebor          | Pražský přebor          | Pražský přebor          | Pražská I. A třída      | Pražská I. A třída      | Pražský přebor          | Pražský přebor          |
| AFK Slavoj Podolí Praha    | Pražský přebor          | Pražský přebor          | Pražský přebor          | Pražská I. A třída      | Pražská I. A třída      | Pražská I. A třída      | Pražská I. A třída      | Pražská I. A třída      |
| SK Hostivař                | Pražský přebor          | Pražský přebor          | Pražský přebor          | Pražská I. A třída      | Pražská I. B třída      | Pražská I. B třída      | Pražská I. B třída      | Pražská I. A třída      |
| Sokol Kolovraty            | Pražský přebor          | Pražský přebor          | Pražský přebor          | Pražská II. třída       | Pražská II. třída       | Pražská II. třída       | Pražská II. třída       | Pražská I. B třída      |
| Dukla Jižní Město          | Pražský přebor          | Pražský přebor          | Pražský přebor          | Pražská II. třída       |                         |                         |                         |                         |
| FC Tempo Praha             | Pražský přebor          | Pražská I. A třída      | Pražská I. A třída      | Pražský přebor          | Pražský přebor          | Pražská I. A třída      | Pražská I. A třída      | Pražský přebor          |
| ČAFC Praha                 | Pražský přebor          | Pražská I. A třída      | Pražská I. A třída      | Pražský přebor          | Pražský přebor          | Pražský přebor          | Pražský přebor          | Pražský přebor          |
| ABC Braník                 | Pražský přebor          | Pražská I. A třída      | Pražská I. A třída      | Pražská I. A třída      | Pražská I. A třída      | Pražská I. A třída      | Pražská I. B třída      | Pražská I. B třída      |
| FC Čechie Uhříněves        | Pražský přebor          | Pražská I. A třída      | Pražská I. A třída      | Pražský přebor          | Pražský přebor          | Pražský přebor          | Pražský přebor          | Pražský přebor          |
| Spoje Praha                | Pražský přebor          | Pražská I. A třída      | Pražská I. A třída      |                         |                         |                         |                         |                         |
| SK Uhelné sklady Praha     | Pražská I. A třída      | Pražský přebor          | Pražský přebor          | Pražský přebor          | Pražský přebor          | Pražský přebor          | Pražský přebor          | Pražský přebor          |
| FK Újezd nad Lesy          | Pražská I. A třída      | Pražský přebor          | Pražský přebor          | Pražský přebor          | Pražský přebor          | Pražský přebor          | Pražský přebor          | Pražský přebor          |
| SK Třeboradice             | Pražská I. A třída      | Pražský přebor          | Pražský přebor          | Pražský přebor          | Pražská I. A třída      | Pražská I. A třída      | Pražská I. A třída      | Pražská I. B třída      |
| FK Slavoj Vyšehrad B       | Pražská I. A třída      | Pražský přebor          | Pražský přebor          | Pražská I. A třída      | Pražská I. A třída      | Pražský přebor          | Pražský přebor          | Pražský přebor          |
| SK Union Vršovice          | Pražská I. A třída      | Pražská I. A třída      | Pražská I. A třída      | Pražská I. A třída      | Pražský přebor          | Pražský přebor          | Pražský přebor          | Pražská I. A třída      |
| Slovan Kunratice           | Pražská I. A třída      | Pražská I. A třída      | Pražská I. A třída      | Pražský přebor          | Pražská I. A třída      | Pražská I. A třída      | Pražská I. A třída      | Pražská I. A třída      |
| FC Háje Jižní Město        | Pražská I. A třída      | Pražská I. A třída      | Pražská I. A třída      | Pražský přebor          | Pražský přebor          | Pražský přebor          | Pražský přebor          | Pražský přebor          |
| FSC Libuš                  | Pražská I. A třída      | Pražská I. A třída      | Pražská I. A třída      | Pražský přebor          | Pražský přebor          | Pražský přebor          | Pražský přebor          | Pražský přebor          |
| FC Přední Kopanina B       | Pražská I. A třída      | Pražská I. A třída      | Pražská I. A třída      | Pražská I. A třída      | Pražská I. A třída      | Pražská I. A třída      | Pražská I. B třída      | Pražská I. B třída      |
| AFK Slivenec               | Pražská I. A třída      | Pražská I. A třída      | Pražská I. A třída      | Pražská I. A třída      | Pražská I. A třída      | Pražská I. A třída      | Pražská I. A třída      | Pražská I. A třída      |
| SK Střešovice 1911         | Pražská I. A třída      | Pražská I. A třída      | Pražská I. A třída      | Pražská I. A třída      | Pražská I. A třída      | Pražská I. A třída      | Pražská I. A třída      | Pražská I. A třída      |
| Sokol Nebušice             | Pražská I. A třída      | Pražská I. A třída      | Pražská I. A třída      | Pražská I. A třída      | Pražská I. A třída      | Pražská I. A třída      | Pražská I. A třída      | Pražská I. A třída      |
| FK Řeporyje-Praha 5        | Pražská I. A třída      | Pražská I. A třída      | Pražská I. A třída      | Pražská I. A třída      | Pražská I. A třída      | Pražská I. A třída      | Pražská I. A třída      | Pražská I. A třída      |
| SK Zbraslav                | Pražská I. A třída      | Pražská I. A třída      | Pražská I. A třída      | Pražská I. A třída      | Pražská I. A třída      | Pražská I. A třída      | Pražská I. A třída      | Pražská I. A třída      |
| SK Modřany                 | Pražská I. A třída      | Pražská I. A třída      | Pražská I. A třída      | Pražská I. B třída      | Pražská I. B třída      | Pražská I. B třída      | Pražská I. B třída      | Pražská I. B třída      |
| SK Praga Praha             | Pražská I. A třída      | Pražská I. A třída      | Pražská I. A třída      | Pražská I. B třída      | Pražská II. třída       | Pražská II. třída       | Pražská II. třída       | Pražská II. třída       |
| Sokol Dolní Počernice      | Pražská I. A třída      | Pražská I. A třída      | Pražská I. A třída      | Pražská I. A třída      | Pražská I. A třída      | Pražská I. A třída      | Pražská I. A třída      | Pražská I. A třída      |
| SK Ďáblice                 | Pražská I. A třída      | Pražská I. A třída      | Pražská I. A třída      | Pražská I. A třída      | Pražská I. A třída      | Pražská I. A třída      | Pražská I. A třída      | Pražská I. A třída      |
| SK Aritma Praha B          | Pražská I. A třída      | Pražská I. A třída      | Pražská I. A třída      | Pražská I. B třída      | Pražská I. B třída      | Pražská I. A třída      | Pražská I. B třída      | Pražská I. B třída      |
| SK Dolní Chabry            | Pražská I. A třída      | Pražská I. A třída      | Pražská I. A třída      | Pražská I. A třída      | Pražská I. A třída      | Pražská I. A třída      | Pražská I. A třída      | Pražská I. A třída      |
| SK Viktoria Štěrboholy     | Pražská I. A třída      | Pražská I. A třída      | Pražská I. A třída      | Pražská I. A třída      | Pražská I. A třída      | Pražská I. A třída      | Pražská I. A třída      | Pražská I. A třída      |
| Kyje                       | Pražská I. A třída      | Pražská I. A třída      | Pražská I. A třída      | Pražská I. A třída      | Pražská I. A třída      | Pražská I. A třída      | Pražská I. A třída      | Pražská I. A třída      |
| 1999 Praha                 | Pražská I. A třída      | Pražská I. A třída      | Pražská I. A třída      | Pražská I. A třída      | Pražská I. B třída      | Pražská I. B třída      | Pražská I. B třída      | Pražská II. třída       |
| FK Zlíchov 1914            | Pražská I. A třída      | Pražská I. A třída      | Pražská I. A třída      | Pražská II. třída       | Pražská II. třída       | Pražská II. třída       | Pražská II. třída       | Pražská II. třída       |
| Březiněves                 | Pražská I. A třída      | Pražská I. A třída      | Pražská I. A třída      | Pražská II. třída       | Pražská II. třída       | Pražská II. třída       | Pražská II. třída       | Pražská II. třída       |
| Sokol Cholupice            | Pražská I. A třída      | Pražská I. A třída      | Pražská I. B třída      | Pražská I. A třída      | Pražský přebor          | Pražský přebor          | Pražská I. A třída      | Pražská I. A třída      |
| SC Xaverov Horní Počernice | Pražská I. A třída      | Pražská I. A třída      | Pražská I. A třída      | nehrál                  | nehrál                  | nehrál                  | nehrál                  | nehrál                  |
| Prague Raptors FC          | Pražská I. A třída      | Pražská I. B třída      | Pražská II. třída       |                         |                         |                         |                         |                         |
| Čechie Dubeč               | Pražská I. A třída      | Pražská I. B třída      | Pražská I. B třída      | Pražská I. A třída      | Pražská I. A třída      | Pražská I. A třída      | Pražská I. A třída      | Pražská I. A třída      |
| Spartak Kbely              | Pražská I. A třída      | Pražská I. B třída      | Pražská I. B třída      | Pražská I. A třída      | Pražská I. A třída      | Pražská I. A třída      | Pražská I. A třída      | Pražská I. A třída      |
| FK Union Strašnice         | Pražská I. A třída      | Pražská I. B třída      | Pražská I. B třída      | Pražská I. A třída      | Pražská I. A třída      | Pražská I. A třída      | Pražská I. A třída      | Pražská I. A třída      |
| FC Tempo Praha „B“         | Pražská I. A třída      | Pražská I. B třída      | Pražská I. B třída      | Pražská I. B třída      | Pražská I. B třída      | Pražská I. B třída      | Pražská I. B třída      | Pražská II. třída       |
| ABC Braník „B“             | Pražská I. B třída      | Pražská I. B třída      | Pražská I. B třída      | Pražská I. B třída      | Pražská I. B třída      | Pražská II. třída       | Pražská II. třída       | Pražská II. třída       |
| Spartak Hrdlořezy          | Pražská I. B třída      | Pražská I. A třída      | Pražská I. A třída      | Pražská III. třída      | Pražská III. třída      | Pražská III. třída      | Pražská II. třída       | Pražská II. třída       |
| Sokol Stodůlky             | Pražská I. B třída      | Pražská I. A třída      | Pražská I. A třída      | Pražská I. A třída      | Pražská I. A třída      | Pražská I. A třída      | Pražská I. A třída      | Pražská I. A třída      |
| Sokol Troja                | Pražská I. B třída      | Pražská I. A třída      | Pražská I. A třída      | Pražská I. A třída      | Pražská I. A třída      | Pražská I. A třída      | Pražská I. A třída      | Pražská I. B třída      |
| Slovan Bohnice             | Pražská I. B třída      | Pražská I. B třída      | Pražská I. B třída      | Pražská I. A třída      | Pražská I. A třída      | Pražská I. B třída      | Pražská I. B třída      | Pražská I. B třída      |
| Junior Praha               | Pražská I. B třída      | Pražská I. B třída      | Pražská I. B třída      | Pražská I. A třída      | Pražská I. A třída      | Pražská I. A třída      | Pražská I. A třída      | Pražská I. A třída      |
| FK Meteor Praha VIII „B“   | Pražská I. B třída      | Pražská I. B třída      | B mužstvo zrušeno       | Pražský přebor          | Pražský přebor          | Pražská I. A třída      | Pražská I. B třída      | Pražská I. B třída      |
| FC Zličín „B“              | Pražská I. B třída      | Pražská I. B třída      | Pražská I. B třída      | Pražská I. B třída      | Pražská I. B třída      | Pražská I. B třída      | Pražská I. B třída      | Pražská I. B třída      |
| Sokol Řepy                 | Pražská I. B třída      | Pražská I. B třída      | Pražská I. B třída      | Pražská I. B třída      | Pražská I. B třída      | Pražská I. B třída      | Pražská I. B třída      | Pražská I. B třída      |
| SC Olympia Radotín „B“     | Pražská I. B třída      | Pražská I. B třída      | Pražská I. B třída      | Pražská I. B třída      | Pražská I. B třída      | Pražská I. B třída      | Pražská I. B třída      | Pražská I. B třída      |
| SK Střešovice 1911 B       | Pražská I. B třída      | Pražská I. B třída      | Pražská I. B třída      | Pražská I. B třída      | Pražská I. B třída      | Pražská I. B třída      | Pražská I. B třída      | Pražská I. B třída      |
| AFK Slavoj Podolí Praha B  | Pražská I. B třída      | Pražská I. B třída      | Pražská I. B třída      | Pražská I. B třída      | Pražská I. B třída      | Pražská I. B třída      | Pražská I. B třída      | Pražská I. B třída      |
| Sokol Lipence              | Pražská I. B třída      | Pražská I. B třída      | Pražská I. B třída      | Pražská I. B třída      | Pražská I. B třída      | Pražská I. B třída      | Pražská II. třída       | Pražská II. třída       |
| ČAFC Praha B               | Pražská I. B třída      | Pražská I. B třída      | Pražská I. B třída      | Pražská I. B třída      | Pražská I. B třída      | Pražská I. B třída      | Pražská I. B třída      | Pražská I. B třída      |
| TJ JM Chodov               | Pražská I. B třída      | Pražská I. B třída      | Pražská I. B třída      | Pražská I. B třída      | Pražská I. B třída      | Pražská I. B třída      | Pražská I. B třída      | Pražská I. B třída      |
| FK Újezdy nad Lesy B       | Pražská I. B třída      | Pražská I. B třída      | Pražská I. B třída      | Pražská I. B třída      | Pražská I. B třída      | Pražská I. B třída      | Pražská I. B třída      | Pražská I. B třída      |
| FC Háje Jižní Město B      | Pražská I. B třída      | Pražská I. B třída      | Pražská I. B třída      | Pražská I. B třída      | Pražská I. B třída      | Pražská I. B třída      | Pražská II. třída       | Pražská II. třída       |
| SK Hostivař B              | Pražská I. B třída      | Pražská I. B třída      | Pražská I. B třída      | Pražská I. B třída      | Pražská II. třída       | Pražská II. třída       | Pražská II. třída       | Pražská II. třída       |
| SK Újezd Praha 4 B         | Pražská I. B třída      | Pražská I. B třída      | Pražská I. B třída      | Pražská III. třída      | Pražská II. třída       | Pražská III. třída      | Pražská III. třída      | Pražská III. třída      |
| SK Ďáblice B               | Pražská I. B třída      | Pražská I. B třída      | Pražská I. B třída      | Pražská II. třída       | Pražská III. třída      |                         |                         |                         |
| FK Klánovice               | Pražská I. B třída      | Pražská I. B třída      | Pražská I. B třída      | Pražská I. B třída      | Pražská II. třída       | Pražská I. B třída      | Pražská I. B třída      | Pražská I. B třída      |
| Sokol Písnice              | Pražská I. B třída      | Pražská I. B třída      | Pražská I. B třída      | Pražská II. třída       | Pražská II. třída       | Pražská II. třída       | Pražská II. třída       | Pražská II. třída       |
| Avia Čakovice              | Pražská I. B třída      | Pražská I. B třída      | Pražská I. B třída      | Pražská II. třída       | Pražská II. třída       | Pražská I. B třída      | Pražská II. třída       | Pražská II. třída       |
| FK Vinoř 1928              | Pražská I. B třída      | Pražská II. třída       | Pražská II. třída       | Pražská II. třída       | Pražská II. třída       | Pražská II. třída       | Pražská III. třída      | Pražská III. třída      |
| MSM Academy Praha          | Pražská I. B třída      | Pražská I. B třída      | Pražská I. B třída      |                         |                         |                         |                         |                         |
| Partisan Prague FC         | Pražská I. B třída      | Pražská I. B třída      | Pražská I. B třída      | Pražská II. třída       | Pražská III. třída      | Pražská III. třída      |                         |                         |
| Sokol Kolovraty B          | Pražská I. B třída      | Pražská I. B třída      | Pražská I. B třída      | Pražská III. třída      | Pražská III. třída      | Pražská III. třída      | Pražská III. třída      | Pražská III. třída      |
| Sokol Bílá Hora            | Pražská I. B třída      | Pražská II. třída       | Pražská II. třída       | Pražská I. A třída      | Pražská I. B třída      | Pražská I. B třída      | Pražská II. třída       | Pražská II. třída       |
| SK Satalice                | Pražská I. B třída      | Pražská II. třída       | Pražská II. třída       | Pražská I. B třída      | Pražská I. B třída      | Pražská I. B třída      | Pražská II. třída       | Pražská II. třída       |
| Spoje Praha B              | Pražská I. B třída      | Pražská I. B třída      |                         |                         |                         |                         |                         |                         |
| FK Řeporyje-Praha 5 B      | Pražská I. B třída      | Pražská II. třída       | Pražská II. třída       | Pražská II. třída       | Pražská II. třída       | Pražská II. třída       | Pražská II. třída       | Pražská II. třída       |
| Čechie Uhříněves B         | Pražská I. B třída      | Pražská II. třída       | Pražská II. třída       |                         | Pražská II. třída       | Pražská II. třída       | Pražská II. třída       | Pražská II. třída       |
| Kyje B                     | Pražská II. třída       | Pražská I. B třída      | Pražská I. B třída      | Pražská II. třída       | Pražská II. třída       | Pražská II. třída       | Pražská II. třída       | Pražská II. třída       |
| SK Nusle                   | Pražská II. třída       | Pražská II. třída       | Pražská II. třída       | Pražská I. A třída      | Pražská I. A třída      | Pražská I. B třída      | Pražská I. B třída      | Pražská I. B třída      |
| Čechie Smíchov             | Pražská II. třída       | Pražská I. B třída      | Pražská I. A třída      | Pražská III. třída      | Pražská II. třída       | Pražská III. třída      | Pražská III. třída      | Pražská III. třída      |
| Sokol Stodůlky B           | Pražská II. třída       | Pražská II. třída       | Pražská I. B třída      | Pražská II. třída       | Pražská II. třída       | Pražská II. třída       | Pražská II. třída       | Pražská II. třída       |
| SK Zbraslav B              | Pražská II. třída       | Pražská II. třída       | Pražská I. B třída      | Pražská I. B třída      | Pražská II. třída       | Pražská II. třída       | Pražská II. třída       | Pražská II. třída       |
| SK Třeboradice B           | Pražská II. třída       | Pražská I. B třída      | Pražská I. B třída      | Pražská I. B třída      | Pražská II. třída       | Pražská II. třída       | Pražská II. třída       | Pražská II. třída       |
| SK Sparta Košíře           | Pražská II. třída       | Pražská II. třída       | Pražská II. třída       | Pražská II. třída       | Pražská I. B třída      | Pražská I. B třída      | Pražská I. B třída      | Pražská I. B třída      |
| SK Meteor Kačerov          | Pražská II. třída       | Pražská II. třída       | Pražská II. třída       | Pražská II. třída       | Pražská I. B třída      | Pražská I. B třída      | Pražská I. B třída      | Pražská II. třída       |
| SK Dolní Měcholupy         | Pražská II. třída       | Pražská II. třída       | Pražská II. třída       | Pražská I. B třída      | Pražská I. B třída      | Pražská I. A třída      | Pražská I. B třída      | Pražská I. A třída      |
| Sokol Lochkov              | Pražská II. třída       | Pražská II. třída       | Pražská II. třída       | Pražská I. B třída      | Pražská I. B třída      | Pražská I. B třída      | Pražská I. B třída      | Pražská I. B třída      |
| SK Modřany B               | Pražská II. třída       | Pražská II. třída       | Pražská II. třída       | Pražská II. třída       | Pražská III. třída      | Pražská II. třída       | Pražská II. třída       | Pražská II. třída       |
| Slavoj Suchdol             | Pražská II. třída       | Pražská II. třída       | Pražská II. třída       | Pražská I. B třída      | Pražská II. třída       | Pražská II. třída       | Pražská II. třída       | Pražská II. třída       |
| SK Nebušice B              | Pražská II. třída       | Pražská II. třída       | Pražská III. třída      | Pražská II. třída       | Pražská II. třída       | Pražská II. třída       | Pražská II. třída       | Pražská II. třída       |
| AFK Slivenec B             | Pražská II. třída       | Pražská II. třída       | Pražská II. třída       | Pražská II. třída       | Pražská II. třída       | Pražská II. třída       | Pražská II. třída       | Pražská II. třída       |
| Sokol Lipence B            | Pražská II. třída       | Pražská II. třída       | Pražská II. třída       | Pražská II. třída       | Pražská II. třída       | Pražská II. třída       | Pražská III. třída      | Pražská III. třída      |
| Čechie Dubeč B             | Pražská II. třída       | Pražská II. třída       | Pražská II. třída       |                         |                         |                         |                         |                         |
| Slavoj Koloděje            | Pražská II. třída       | Pražská III. třída      |                         | Pražská II. třída       | Pražská III. třída      | Pražská II. třída       | Pražská II. třída       | Pražská II. třída       |
| Sokol Benice               | Pražská II. třída       | Pražská II. třída       | Pražská II. třída       | Pražská II. třída       | Pražská II. třída       | Pražská II. třída       | Pražská II. třída       | Pražská II. třída       |
| SK Dolní Chabry B          | Pražská II. třída       | Pražská II. třída       | Pražská II. třída       | Pražská II. třída       | Pražská II. třída       | Pražská II. třída       | Pražská II. třída       | Pražská II. třída       |
| Sokol Dolní Počernice B    | Pražská II. třída       | Pražská II. třída       | Pražská II. třída       | Pražská II. třída       | Pražská II. třída       | Pražská II. třída       | Pražská II. třída       | Pražská II. třída       |
| FK Union Strašnice B       | Pražská II. třída       | Pražská II. třída       | Pražská II. třída       | Pražská II. třída       | Pražská II. třída       | Pražská II. třída       | Pražská II. třída       | Pražská II. třída       |
| AFK Slavia Malešice        | Pražská II. třída       | Pražská II. třída       | Pražská II. třída       | Pražská III. třída      |                         |                         |                         |                         |
| Sokol Královice B          | Pražská II. třída       | Pražská II. třída       | Pražská III. třída      | Pražská II. třída       | Pražská II. třída       |                         |                         |                         |
| SK Praga Praha B           | Pražská II. třída       | Pražská II. třída       | Pražská II. třída       | Pražská III. třída      | Pražská III. třída      | Pražská III. třída      |                         |                         |
| TJ Točná                   | Pražská II. třída       | Pražská II. třída       | Pražská II. třída       | Pražská II. třída       | Pražská II. třída       | Pražská II. třída       | Pražská III. třída      | Pražská III. třída      |
| FK Zlíchov 1914 B          | Pražská II. třída       | Pražská II. třída       | Pražská III. třída      | Pražská III. třída      | Pražská II. třída       | Pražská II. třída       | Pražská II. třída       | Pražská II. třída       |
| Union Vršovice B           | Pražská II. třída       | Pražská II. třída       | Pražská III. třída      | Pražská III. třída      |                         |                         |                         |                         |
| Dukla Jižní Město B        | Pražská II. třída       | Pražská II. třída       | Pražská II. třída       |                         |                         |                         |                         |                         |
| Sokol Cholupice B          | Pražská II. třída       | Pražská III. třída      | Pražská III. třída      | Pražská II. třída       | Pražská II. třída       | Pražská III. třída      |                         |                         |
| Sokol Kunratice B          | Pražská II. třída       | Pražská III. třída      | Pražská III. třída      | Pražská II. třída       | Pražská II. třída       | Pražská II. třída       | Pražská II. třída       | Pražská II. třída       |
| FK Dukla Praha, spolek     | Pražská II. třída       | Pražská III. třída      | Pražská III. třída      |                         |                         |                         |                         |                         |
| Prague Raptors B           | Pražská II. třída       | Pražská III. třída      | Pražská III. třída      |                         |                         |                         |                         |                         |
| AFK Union Žižkov           | Pražská III. třída      | Pražská III. třída      | Pražská II. třída       | Pražská I. B třída      | Pražská II. třída       | Pražská II. třída       | Pražská I. B třída      | Pražská I. B třída      |
| A.F.K. Olympia Šeberov     | Pražská III. třída      | Pražská II. třída       | Pražská II. třída       | Pražská I. B třída      | Pražská I. A třída      | Pražská I. A třída      | Pražská I. A třída      | Pražská I. A třída      |
| SK Sparta Krč              | Pražská III. třída      | Pražská III. třída      | Pražská II. třída       | Pražská I. A třída      | Pražská I. A třída      | Pražský přebor          | ČFL                     | 2. česká fotbalová liga |
| Ambassadors Praha FC       | Pražská III. třída      | Pražská II. třída       | Pražská II. třída       |                         |                         |                         |                         |                         |
| Březiněves B               | Pražská III. třída      | Pražská III. třída      | Pražská II. třída       |                         |                         |                         |                         |                         |
| Sokol Bílá Hora B          | Pražská III. třída      | Pražská III. třída      | Pražská III. třída      | Pražská II. třída       | Pražská II. třída       | Pražská II. třída       | Pražská II. třída       | Pražská III. třída      |
| SK Čechoslovan Chuchle     | Pražská III. třída      | Pražská III. třída      | Pražská III. třída      | Pražská I. B třída      | Pražská I. B třída      | Pražská II. třída       | Pražská I. B třída      | Pražská I. A třída      |
| Viktoria Štěrboholy B      | Pražská III. třída      | Pražská II. třída       | Pražská II. třída       | Pražská II. třída       | Pražská II. třída       | Pražská II. třída       | Pražská II. třída       | Pražská II. třída       |
| Sokol Běchovice            | Pražská III. třída      | Pražská III. třída      | Pražská III. třída      | Pražská II. třída       | Pražská II. třída       | Pražská II. třída       | Pražská II. třída       | Pražská II. třída       |
| Sokol Lysolaje             | Pražská III. třída      | Pražská III. třída      | Pražská III. třída      | Pražská III. třída      | Pražská III. třída      | Pražská III. třída      | Pražská III. třída      | Pražská III. třída      |
| FC Prosex Praha            | Pražská III. třída      | Pražská III. třída      | Pražská III. třída      |                         |                         |                         | Pražská I. B třída      | Pražská I. B třída      |
| Sokol Řepy B               | Pražská III. třída      | Pražská III. třída      | Pražská III. třída      | Pražská II. třída       | Pražská II. třída       | Pražská II. třída       |                         |                         |
| Spartak Kbely B            | Pražská III. třída      | Pražská III. třída      | Pražská III. třída      | Pražská II. třída       | Pražská II. třída       | Pražská II. třída       | Pražská II. třída       | Pražská II. třída       |
| Slovan Bohnice B           | Pražská III. třída      | Pražská III. třída      |                         | Pražská II. třída       | Pražská III. třída      | Pražská II. třída       | Pražská II. třída       | Pražská III. třída      |
| Jižní Město Chodov B       | Pražská III. třída      | Pražská III. třída      | Pražská III. třída      | Pražská III. třída      | Pražská III. třída      |                         |                         |                         |
| Spartak Hrdlořezy B        | Pražská III. třída      | Pražská III. třída      | Pražská III. třída      |                         |                         |                         | Pražská III. třída      | Pražská III. třída      |
| Slavoj Suchdol B           | Pražská III. třída      | Pražská III. třída      | Pražská III. třída      |                         |                         |                         |                         |                         |
| Sokol Benice B             | Pražská III. třída      | Pražská III. třída      | Pražská III. třída      |                         |                         |                         |                         |                         |
| AFK Slavia Malešice B      | Pražská III. třída      | Pražská III. třída      | Pražská III. třída      |                         |                         |                         |                         |                         |
| Avia Čakovice B            | Pražská III. třída      | Pražská III. třída      | Pražská III. třída      |                         |                         |                         |                         |                         |
| Partisan Prague FC B       | Pražská III. třída      | Pražská III. třída      |                         |                         |                         |                         |                         |                         |
| SK Horní Měcholupy         | Pražská III. třída      | nehraje                 | nehraje                 | Divize A                | Divize C                | Divize C                | Divize C                | Divize B                |
| FC Miškovice               | nehraje                 | nehraje                 | Pražská I. B třída      | Pražská II. třída       | Pražská I. B třída      | Pražská II. třída       | Pražská II. třída       | Pražská II. třída       |
| AFK Záběhlice              | nehraje                 | nehraje                 | Pražská III. třída      | Pražská III. třída      | Pražská III. třída      | Pražská III. třída      | Pražská III. třída      | Pražská III. třída      |
| ST FJFI ČVUT               | nehraje                 | nehraje                 | Pražská III. třída      |                         |                         |                         |                         |                         |
| Junior Praha B             | nehraje                 | nehraje                 | nehraje                 | Pražská I. B třída      | Pražská I. B třída      | Pražská I. B třída      | Pražská I. B třída      | Pražská I. B třída      |
| SK Horní Měcholupy B       | nehraje                 | nehraje                 | nehraje                 | Pražská I. A třída      | Pražská I. B třída      | Pražská I. B třída      | Pražská I. B třída      | Pražská I. B třída      |
| FK Loko Vltavín B          |                         | B mužstvo zrušeno       | Pražská I. A třída      | Pražský přebor          | Pražský přebor          | Pražský přebor          | Pražská I. A třída      | Pražská I. A třída      |
| FK Bohemians Praha         |                         |                         | klub zanikl 2017        | ČFL                     | 1. česká fotbalová liga | 1. česká fotbalová liga | 2. česká fotbalová liga | 2. česká fotbalová liga |